# 董建岳
董建岳（？—），中国银行家和企业家。1998年，先后担任中国银行信贷部和公司业务部副总经理，资产保全部总经理。2003年，出任中国银行辽宁省分行行长。2008年，中国银行北京分行行长。2009年，出任广东发展银行董事长。现任万达金融集团董事长兼总裁。西湖大学首届董事会成员。